# Ixora pauper
Ixora pauper är en måreväxtart som beskrevs av Theodoric Valeton. Ixora pauper ingår i släktet Ixora och familjen måreväxter. Inga underarter finns listade i Catalogue of Life.